# Amerikai fehérmedvelepke
Az amerikai fehérmedvelepke vagy amerikai fehérszövőlepke (Hyphantria cunea) a medvelepkefélék alcsaládjába tartozó, az egész világon elterjedt növényi kártevő.

## Megjelenése
A lepke teste 11-16 mm hosszú, szárnyfesztávolsága 35-42 mm (a nőstények kissé nagyobbak). Teste fehéren szőrös. Szárnyaik általában teljesen fehérek, de gyakoriak az olyan példányok is, amelyek szárnyán több sorba rendeződő apró fekete pettyek látható (f. textor). Utóbbiak aránya a hím lepkéknél nagyobb. Elülső lábain élénksárga vagy narancs foltok találhatók.  
A hernyó mérete teljesen kifejlődve 35-40 mm. Színe a halványsárgától a sárgászöldön át a szürkésbarnáig terjedhet. Oldalán krémszín csík húzódik. Hátán 12 fekete szemölcspár található, amelyekből hosszú, dús szőrpamacsok sarjadnak. Két változata ismert, az egyik vörös, a másik fekete fejű. 
Bábja kb 10 mm hosszú, sötétbarna, a végén 12 jellegzetes nyúlvánnyal. 

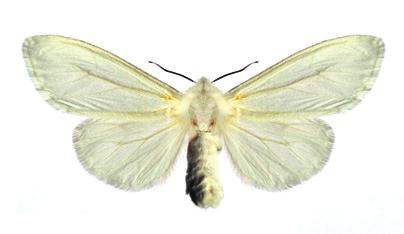
Imágók
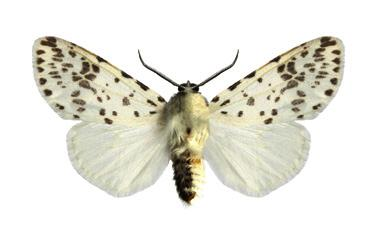
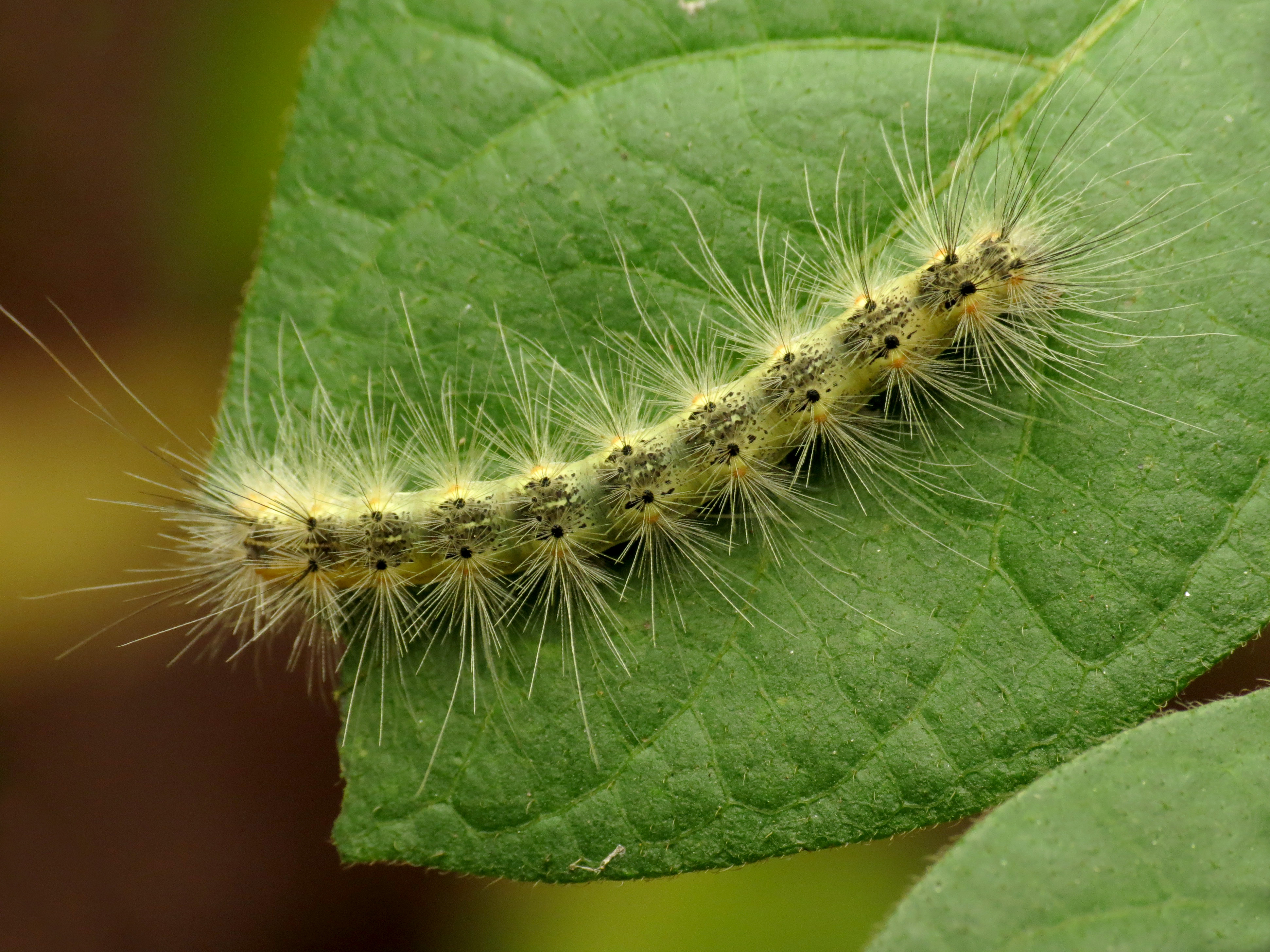
Hernyó

## Elterjedése
Észak-Amerikában őshonos, ahol Dél-Kanadától Mexikóig megtalálható. Az 1940-es években került át Magyarországra (első beazonosított példányát Budapesten, a Csepeli-szabadkikötőnél fogták 1940 körül), ahonnan gyorsan elterjedt egész Európában. Ma már Ázsia nagy részén (Közép-Ázsia, Kína, Japán) és Új-Zélandon is megtalálható.  

## Életmódja

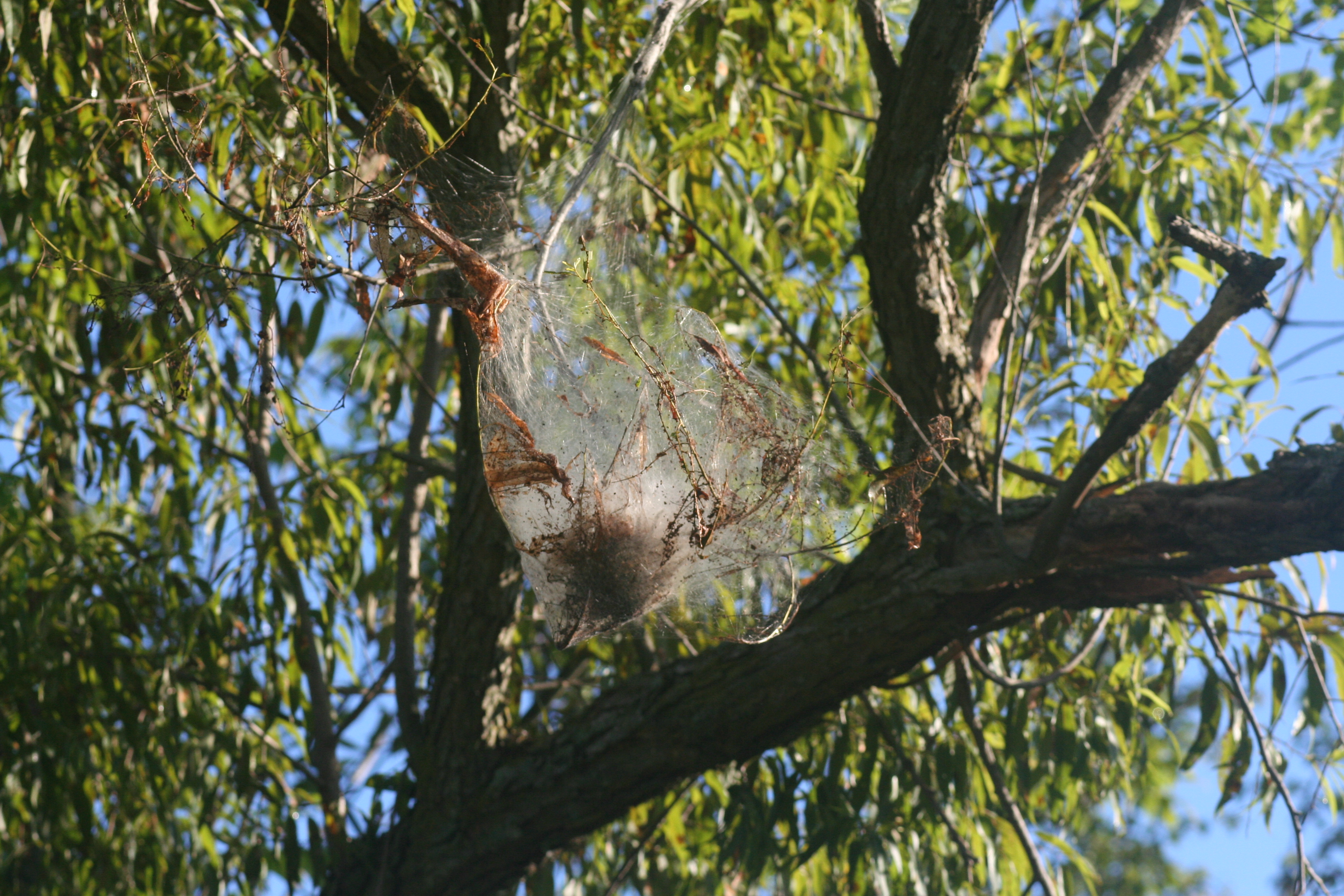

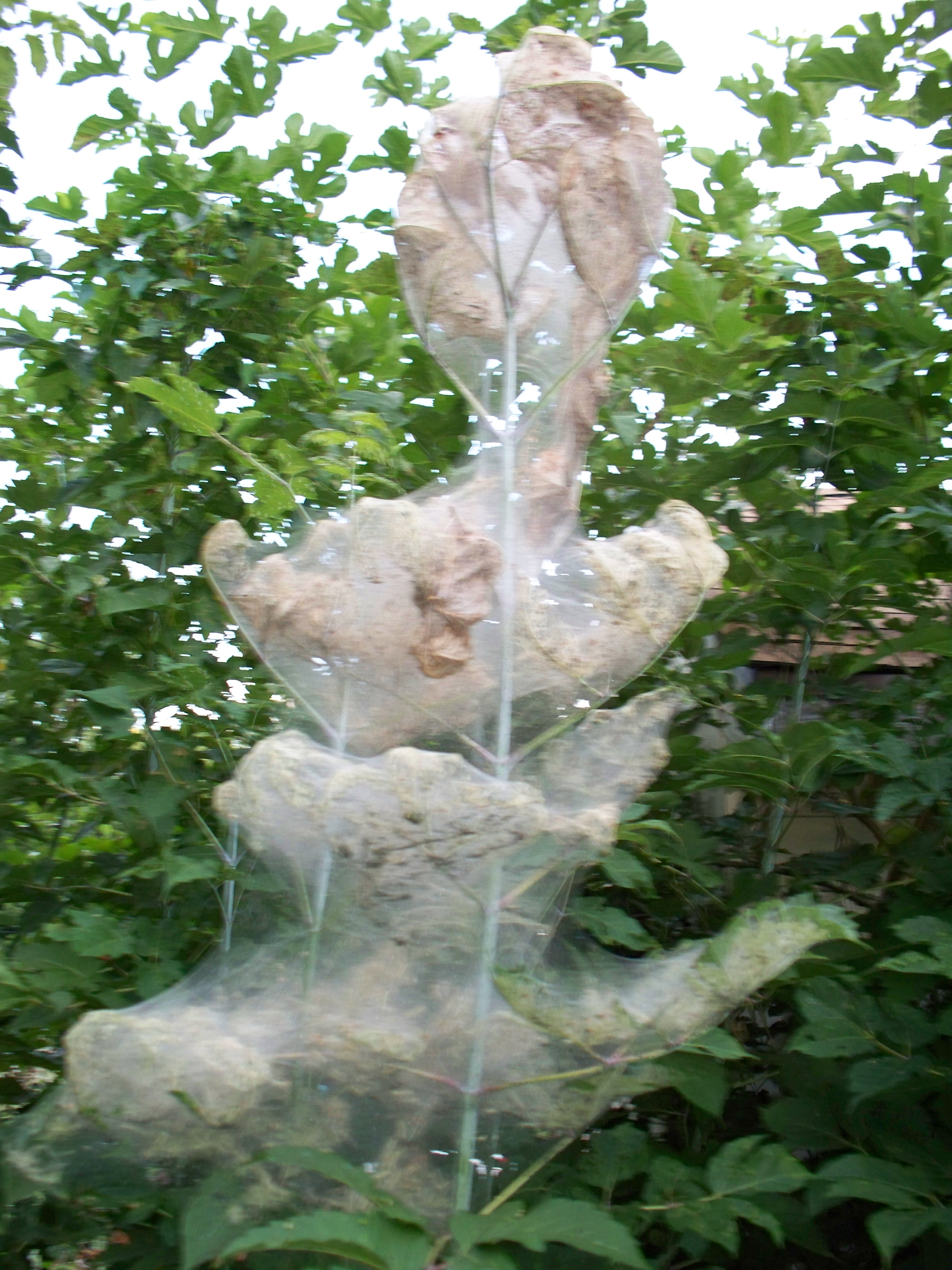
Hernyófészek

Párosodás után a nőstény apró, gömbölyded petéit egyrétegű csomókban (400-1300) helyezi el a levelek fonákára. A kikelő lárvák előbb elfogyasztják a peteburkot, majd a levelet kezdik enni. A kis hernyók közösen sűrű szövedéket hoznak létre, ennek védelmében táplálkoznak. Eleinte csak néhány levelet szőnek össze, ami aztán kiterjed egész hajtásrészekre, majd a lombkorona jelentős részére. A "hernyófészkek" a lombkorona felső, külső, naposabb részein jelennek meg először. A fiatal hernyók csak a levél felső rétegét rágják le, de amint kifejlődnek, szétszélednek és a teljes levéllemezt elfogyasztják, tarrágást okozva. 
A lárvastádium hossza a körülményektől függően 24-57 nap között változik. A kifejlett hernyók védett helyet keresnek és az általuk szőtt selyemgubóban bebábozódnak. A felnőtt imágók éjjel aktívak. 
Az amerikai fehér medvelepkének Magyarországon évente két nemzedéke fejlődik. Az első nemzedéket a bábként áttelelt, május végén kikelő lepkék alkotják. A második nemzedék nyár végén jelenik meg, ennek bábjai telelnek aztán át, a hernyók által készített gubókban. Meleg, száraz nyarak után egy harmadik nemzedék is megjelenhet, de ezek képviselői rendszerint elpusztulnak, nem tudnak áttelelni (egyes országokban évi négy nemzedék is előfordulhat).

## Tápnövények
A legkevésbé válogatós rovarfajok közé tartozik, világszerte 636 növényfajt számláltak össze, amelyet károsíthat. Fejlődése szempontjából a leginkább optimális számára a kőrislevelű juhar, fekete bodza, eperfák, szilva, alma, cseresznye stb. Túlszaporodás esetén ráfanyalodik más lombos fák leveleire is, de ezeken fejlődési ideje hosszabb, természetes mortalitása is nagyobb. A tarrágás után szétmászó hernyók, ha nem találnak mást, akkor megeszik az örökzöldeket és a lágyszárú növények leveleit is. Kiskertekben leggyakrabban az alma-, a cseresznye- és a diófákat károsítják.

## Hasonló fajok
Magyarországon több hasonló, fehér imágójú, hernyófészkeket készítő faj van. Ezeket részben nem szőrös hernyóik, részben tápnövényük alapján lehet megkülönböztetni (mint pl. a gyakori pókhálós kecskerágómoly (Yponomeuta cognagella) a kecskerágókon vagy a pókhálós májusfamoly (Y. evonymella) a zelnicemeggyen). Az őshonos pókhálósmolyok pete alakban telelnek át és már április végén, május elején megjelennek, míg a bábként telelő amerikai fehér medvelepke hernyói csak május végétől készítik fészkeiket.

## Védekezés
Az amerikai fehér medvelepke természetes ellenségei közé tartoznak a petéket és tojásokat fogyasztó katicabogár- és zöldfátyolkalárvák, a hangyák és a fülbemászók. Hernyóikba rakják petéiket a fürkészlegyek (Tachinidae), gyilkosfürkészek (Braconidae), a fémfürkészek (Chalcididae) és a fürkészdarazsak (Ichneumonidae). A hernyók a madarak eleségééül is szolgálhatnak (Magyarországon legalább 22 madárfaj esetében). 
Fizikai védekezésként a hernyófészkeket lehet levágni és elégetni. Ezt ajánlott minél korábban elvégezni, amíg a hernyók még fiatalok és nem rajzottak szét a fa koronájában. A fejlettebb hernyók a zavarásra ledobják magukat és még inkább szétterjednek. A bábozódáshoz készülődő hernyókat a törzs köré kötött hullámpapír vagy szalmaövvel lehet összegyűjteni. 
A vegyszeres védekezés általában a fiatal, csoportosan élő lárvák ellen irányul, a szétszéledő, idős hernyók elpusztítása sokkal nehezebb. 

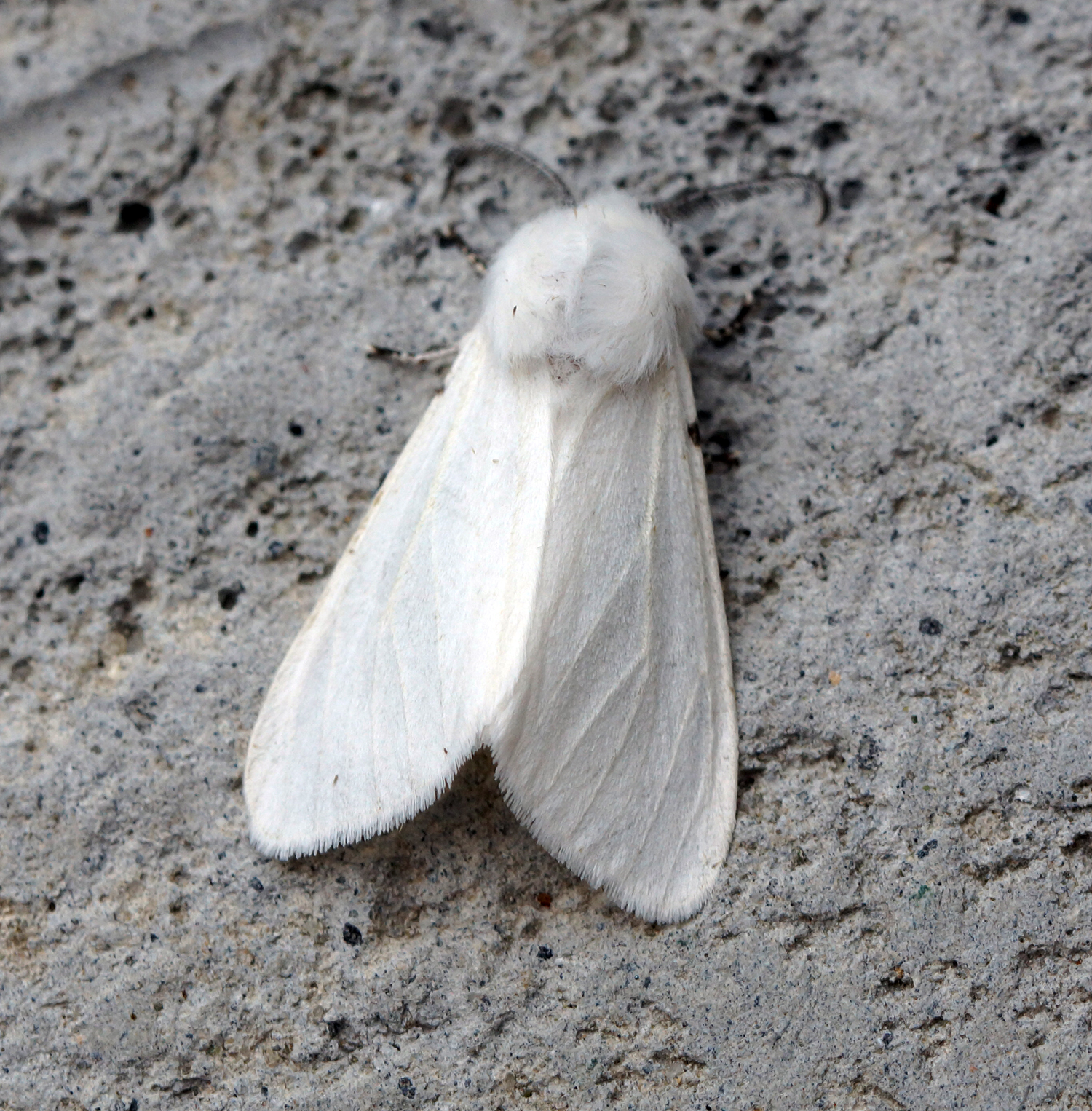
Fehér változat
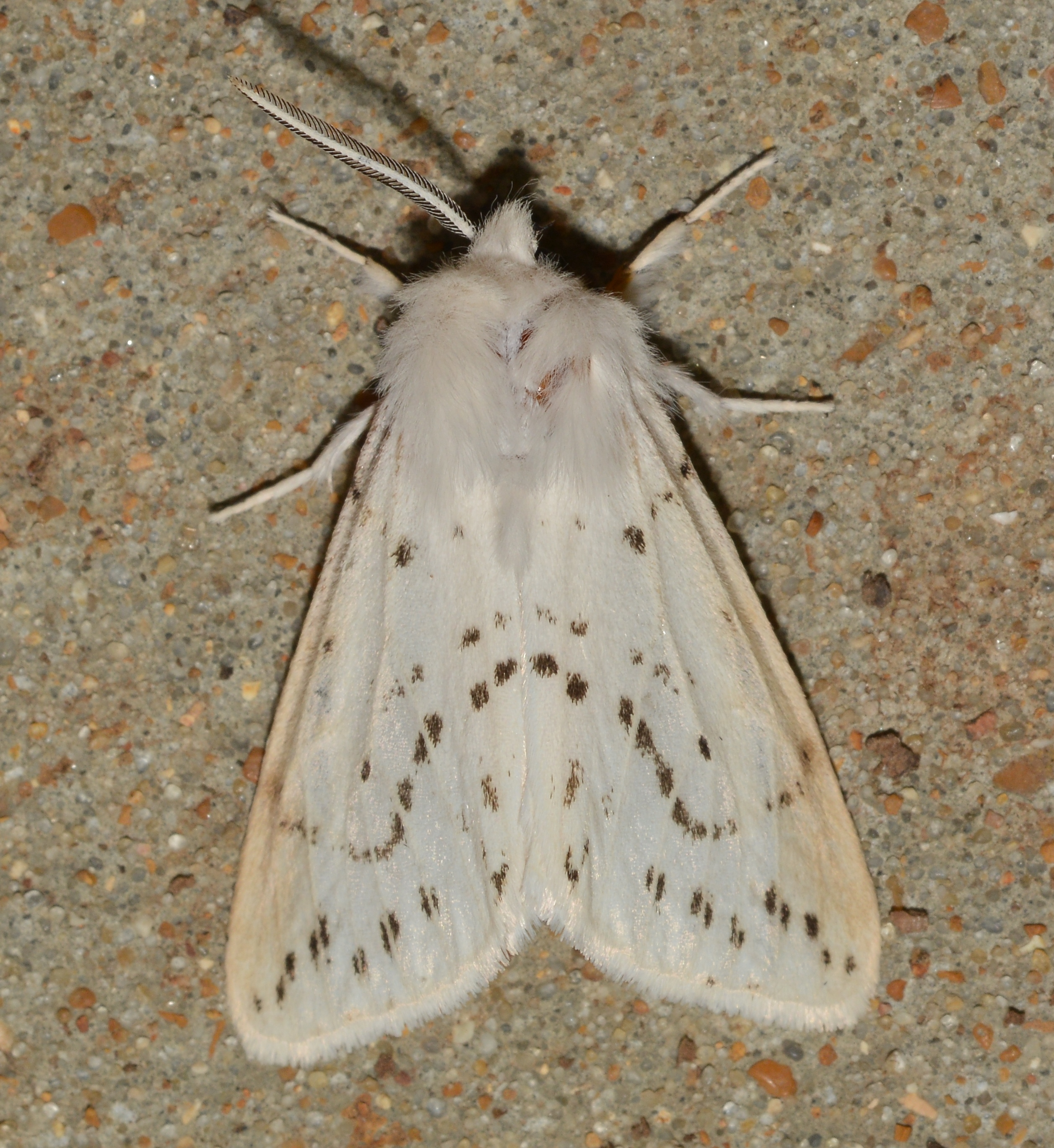
Pöttyös változat
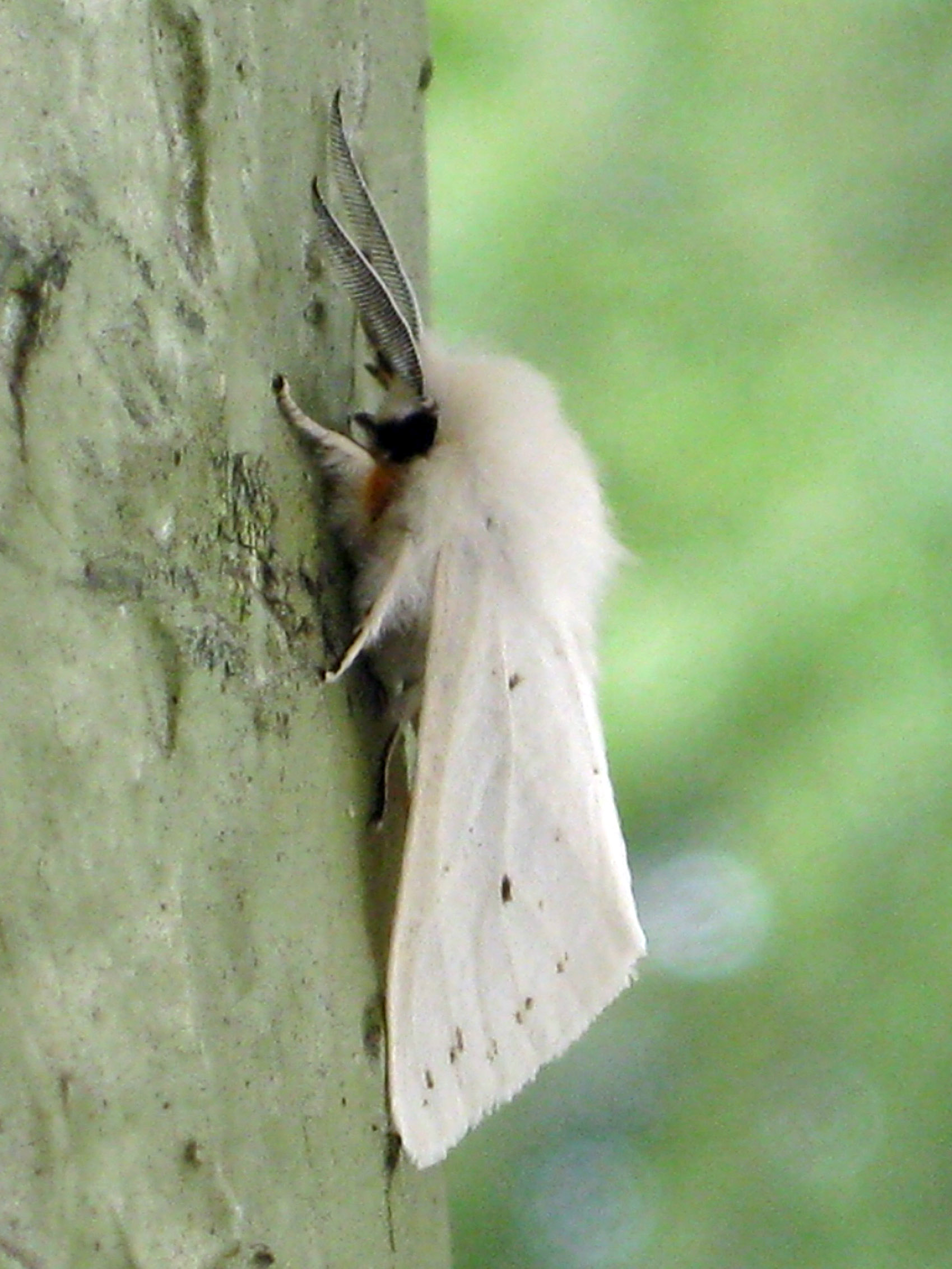
Oldalról
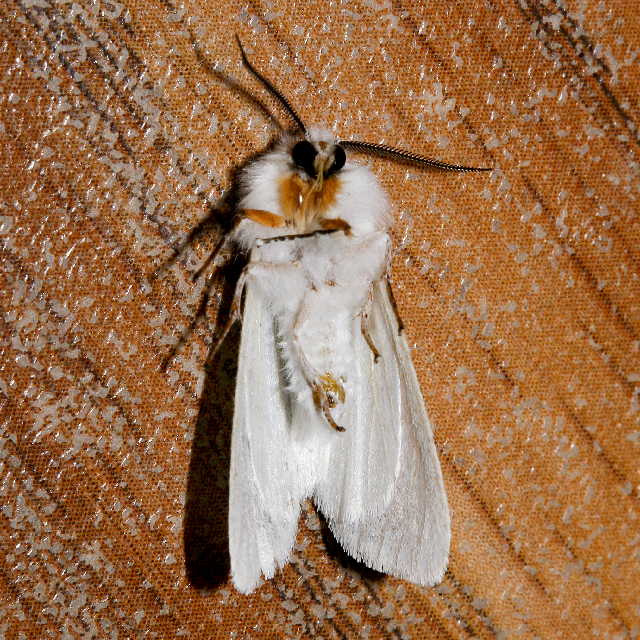
Alulról